# John Key
John Phillip Key (ur. 9 sierpnia 1961 w Auckland) – nowozelandzki polityk, premier Nowej Zelandii od 19 listopada 2008 do 12 grudnia 2016, lider Partii Narodowej od 27 listopada 2006 do 12 grudnia 2016. Lider opozycji w latach 2006–2008.

## Młodość i edukacja

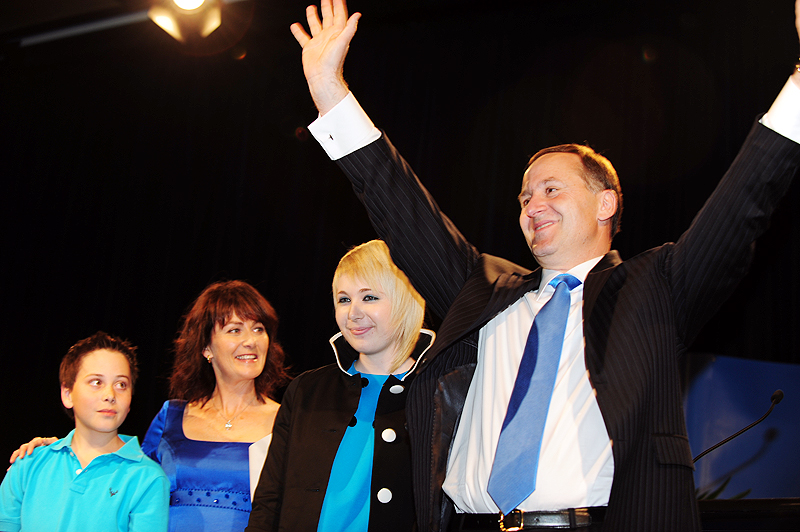
John Key razem z rodziną

John Key urodził się w Auckland w 1961. Jego ojciec, George Key zmarł na atak serca w 1967, pozostawiając rodzinę w długach. Key i jego dwie siostry byli wychowywani przez matkę – imigrantkę, austriacką Żydówkę, Ruth Key (z domu Lazar). Dzieciństwo i młodość spędził w Christchurch. Uczęszczał tam do Burnside High School.
W 1981 ukończył handel (licencjat) na University of Canterbury w Christchurch. Studiował również zarządzanie na Harvard University, którego jednak nie ukończył.
John Key w 1984 poślubił swoją żonę, Bronagh, którą poznał w czasie nauki w Burnside High School. Ma dwoje dzieci, Stephie i Maxa. Mieszka wraz z rodziną w Auckland.

## Kariera zawodowa
Jego pierwszą pracą było stanowisko rewidenta w firmie McCulloch Menizies w 1982. Następnie przez dwa lata był menedżerem w firmie odzieżowej Lane Walker Rudkin w Christchurch. Później został handlowcem ds. wymiany walut w firmie Elders Finance. W 1988 rozpoczął pracę w Bankers Trust w Auckland.
W 1995 Key rozpoczął pracę jako bankier dla Merill Lynch w Singapurze. W tym samym roku awansował na jej szefa ds. wymiany walut z siedzibą w Londynie. Przez współpracowników był nazywany w tym czasie „roześmianym zabójcą”, z powodu utrzymywania dobrego nastroju w czasie decyzji o zwalnianiu tysięcy pracowników w wyniku rosyjskiego kryzysu finansowego w 1998. W latach 1999–2001 Key wchodził w skład Komitetu Wymiany Walut Systemu Rezerwy Federalnej USA.

## Kariera polityczna
W 2001 Key powrócił do Nowej Zelandii, rozpoczynając swoją karierę polityczną. W wyborach parlamentarnych w 2002, z przewagą 1,6 tysiąca głosów, zdobył mandat z okręgu Helensville, który wydzielono rok wcześniej z północno-zachodniej części okręgu Auckland. W sierpniu 2004 został rzecznikiem Partii Narodowej ds. finansowych. W wyborach w 2005 uzyskał reelekcję z przewagą już 12,8 tysiąca głosów. W hierarchii partyjnej awansował na czwarte miejsce, m.in. dzięki swym zasługom w czasie kampanii wyborczej.
Po rezygnacji z przewodnictwa partii przez Dona Brasha 23 listopada 2006, Key zgłosił swoją kandydaturę na to stanowisko. 27 listopada 2007 został wybrany nowym liderem Partii Narodowej, stając się jednocześnie liderem opozycji w parlamencie. Jego zastępcą został Bill English.
W swoim inauguracyjnym przemówieniu 28 listopada 2006 Key zwrócił się do najniższych warstw społecznych, obiecując im stworzenie możliwości rozwoju. W lutym 2007 zobowiązał swoją partię do zapewnienia posiłków najbiedniejszym szkołom w Nowej Zelandii. Jako lider Partii Narodowej, Key zajął bardziej centrową pozycję niż jego poprzednik.
W maju 2007 Key poparł kontrowersyjną ustawę Child Discipline Bill, która zakazywała stosowania jakichkolwiek kar cielesnych wobec dzieci, mimo że większość społeczeństwa była jej przeciwna. W lipcu 2008 Key znalazł się po raz pierwszy na liście najbogatszych osób tygodnika National Business Review. Jego majątek wyceniono na 50 mln dolarów nowozelandzkich.

## Premier

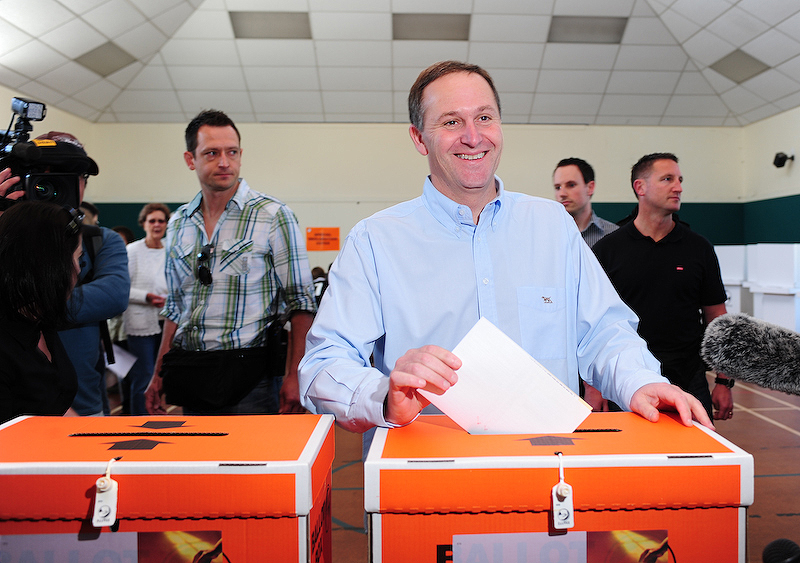
John Key w czasie oddawania głosu w wyborach parlamentarnych

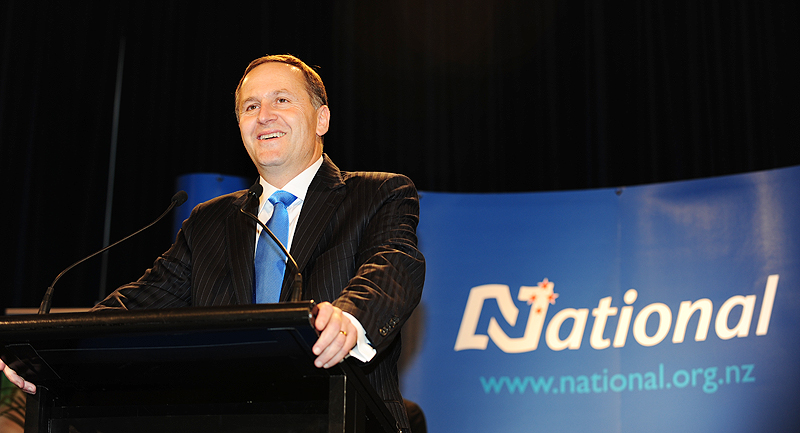
John Key w trakcie przemówienia po sukcesie wyborczym, 8 listopada 2008

W wyborach parlamentarnych 8 listopada 2008 John Key, z numerem 1 na partyjnej liście, po raz trzeci z rzędu został wybrany do Izby Reprezentantów z okręgu Helensville. Partia Narodowa odniosła w wyborach zwycięstwo, zdobywając 45,5% głosów i 59 miejsc w 122-osobowym parlamencie. Pokonała w ten sposób, pozostającą od 9 lat u władzy Partię Pracy premier Helen Clark (43 mandaty). Partia Narodowa już przed wyborami zawarła porozumienie koalicyjne z partią ACT (5 mandatów) oraz United Future (1 mandat).
W swoim zwycięskim przemówieniu Key stwierdził, iż obywatele Nowej Zelandii głosowali za zmianą i nową nadzieją. Zapowiedział przywrócenie dynamiki nowozelandzkiej gospodarce poprzez obniżkę podatków oraz inwestycje milionów dolarów w drogi, szkoły oraz szerokopasmowy internet. Key zapowiedział stworzenie gabinetu w ciągu najbliższych 10 dni.
Premier elekt porozumiał się w sprawie utworzenia wspólnego rządu z partią ACT, United Future oraz Māori Party. 16 listopada 2008 cztery partie podpisały porozumienie koalicyjne. 17 listopada Key ogłosił skład swojego rządu, w którym znalazło się 20 ministrów.
19 listopada 2008 John Key oraz członkowie jego gabinetu zostali oficjalnie zaprzysiężeni na stanowiskach. Premier objął w swoim rządzie dodatkowo funkcję ministra turystyki. 20 listopada 2008 premier Key udał się w swoją pierwszą podróż zagraniczną, na szczyt przywódców państw APEC w Peru.
W wyborach parlamentarnych 26 listopada 2011 Partia Narodowa odniosła kolejne zwycięstwo, zdobywając 59 mandatów w 120-osobowym parlamencie, a John Key zachował stanowisko szefa rządu. W wyborach parlamentarnych we wrześniu 2014 Partia Narodowa zdobyła 60 mandatów, a premier Key raz jeszcze utrzymał stanowisko.
5 grudnia 2016 ogłosił swoją rezygnację ze stanowiska jako powód podając względy osobiste. 12 grudnia 2016 nowym liderem Partii Narodowej został wybrany wicepremier Bill English, który tego samego dnia został także zaprzysiężony na stanowisku szefa rządu.